# Joos Valgaeren
Joos Valgaeren, född 3 mars 1976 i Leuven, är en belgisk före detta fotbollsspelare som bland annat spelade för skotska Celtic.
Trots begränsad landslagserfarenhet togs han ut till Belgiens trupp till EM 2000. Han imponerade då på Celtics manager Martin O'Neill som bestämde sig för att göra Valgaeren till en av sina första värvningar.
Valgaeren hjälpte det belgiska landslaget att kvalificera sig för VM 2002 men tvingades avstå från medverkan i slutspelet på grund av en skada i ljumsken.
Valgaeren avslutade karriären 2009, efter en tid i nederländska FC Emmen.